# Supersampling

Calcul de la valeur de la couleur finale

Le supersampling est un terme anglais définissant une action de suréchantillonnage.
Dans le domaine de l'infographie, ou du rendu en temps réel, le supersampling est un procédé utilisé pour tenter d'anticréneler une image.
En image, l'échantillonnage constitue les pixels, le crènelage s'opère dans l'espace. Le problème peut donc se constater sur des motifs répétitifs comme des damiers par exemple. Il s'agit d'une corrélation entre l'échantillonnage et le motif à visualiser. Pour éviter ce problème, on peut opérer un filtrage passe bas. (un flou de rayon deux pixels) Ou un suréchantillonnage probabiliste pour décorréler les échantillons.
Le suréchantillonnage consiste à mesurer la couleur de plusieurs points au niveau du sous pixel pour connaître la couleur finale du pixel par moyennation ou autre heuristique.
Cela peut en pratique se ramener à faire le calcul de l'image sur une surface n² fois plus grande que celle voulue, puis de redimensionner en passant par certains filtres jusqu'à la résolution voulue par l'utilisateur.
Cette technique est gourmande en temps processeur et en espace. Par exemple avec un supersampling x2, l'image sera deux fois plus large et haute donc quatre fois plus grande. Le temps de calcul est multiplié exactement par quatre pour les programmes de raytracing, un peu moins pour les rendus temps réel car les techniques de supersampling sont optimisées.